# Vincent Mutale
Vincent Mutale (ur. 28 kwietnia 1973 w Mufulirze) – zambijski piłkarz występujący na pozycji pomocnika.

## Kariera klubowa
W swojej karierze Mutale występował między innymi w zespole Mufulira Wanderers.

## Kariera reprezentacyjna
W reprezentacji Zambii zadebiutował w 1995 roku. W 1996 roku został powołany do kadry na Puchar Narodów Afryki. Wystąpił na nim w meczach z Algierią (0:0), Burkina Faso (5:1), Sierra Leone (4:0), Egiptem (3:1, gol), Tunezją (2:4) i Ghaną (1:0), a Zambia zakończyła turniej na 3. miejscu.